# 嘉義縣立太保國民中學
嘉義縣立太保國民中學，簡稱太保國中，是一所位於台灣嘉義縣的公立國民中學，地址為嘉義縣太保市太保里三十六號。

## 歷史
- 台灣九年國民義務教育

1968年起延長九年國民教育，同年八月一日太保國中正式成立。

## 歷任校長
| 任別 | 任期                          | 姓名   |
| ---- | ----------------------------- | ------ |
| 1    | 1968年8月1日 －               | 馬恆吉 |
| 2    | 1977年2月24日 －              | 鄭文燦 |
| 3    | 1983年8月25日 －              | 蔡國榮 |
| 4    | 1990年8月5日 －               | 陳芳石 |
| 5    | 1999年2月1日 －               | 沈燕誠 |
| 6    | 2006年8月1日 － 2012年7月31年 | 陳吉雄 |
| 7    | 2012年8月1日 － 2017年        | 劉彥碩 |
| 8    | 2017年 － 2020年              | 邱獻萱 |
| 9    | 2020年 － 現任                | 陳義禮 |

## 校友
- 伍佰
- 李世淵

## 外部連結
- 嘉義縣立太保國民中學（页面存档备份，存于）